# Колодрума (зала)
Многофункционалната спортна зала в Пловдив, известна още като Колодрум Пловдив, e част от спортен комплекс, разположен в зоната с граници булевардите „Асеновградско шосе“, „Дмитрий Менделеев“, „Найчо Цанов“.
Спортното съоръжение изпълнява функцията на покрит колодрум, спортна зала, концертна зала и място за множество социални прояви и мероприятия. Изградено е на мястото на бившия открит колодрум в града под тепетата и към момента е единственият покрит колодрум в България и един от най-модерните на Балканите.

## Характеристики
Съоръжението има разгъната застроена площ от 27 015 кв. м, с три подземни и две надземни нива. Спортната зала разполага с 3000 кв. м комбинирано игрище за 20 вида спорт (вж. „Спортове в залата“ по-долу).
На 1 м над самото игрище е развита велописта с олимпийски размери (250 м дължина и 7 м ширина и виражи от 120 до 420) под формата на асиметрична елипса. Пистата за колоездене е с изцяло дървена конструкция със специално покритие от сибирска лиственица. Параметрите ѝ са съгласувани с арх. Сандер Даума /Холандия/, притежаващ лиценз за проектиране и изменение на писти за колоездене.
Залата има 6062 седящи места, от които 1490 са на телескопичните трибуни и 24 места за предвидени за инвалидни колички. Капацитетът на залата достига до 6372 с правостоящи при концерти. VIP местата са 149. Те са изградени в пълно съответствие с българските норми и световните стандарти и практика. Ширината на редовете на стационарните и телескопичните трибуни е 85 см.

### Трибуни
| Трибуни               | Седящи места |
| --------------------- | ------------ |
| Стационарни           | 4530         |
| ВИП трибуни           | 149          |
| Подвижни телескопични | 1490         |
| Места за инвалиди     | 24           |
| Общо                  | 6062         |

### Капацитет
| Капацитет                            | Места |
| ------------------------------------ | ----- |
| Колоездене                           | 4800  |
| Волейбол, баскетбол, хандбал, футбол | 6100  |
| Концерти                             | 7430  |
| Максимален капацитет                 | 7530  |

## Транспорт

### Градски транспорт
Автобусни спирки в близост до зала Колодрума (4 ходи до ПУ, 10 ходи до Смирненски, 17 ходи до Мол Пловдив, а 99 ходи до ТК Марица) :
| Спирка № | Име              | Линии         |
| -------- | ---------------- | ------------- |
| 104      | бул. „Менделеев“ | 4, 10, 17, 99 |
| 84       | Баумакс          | 4, 10, 17, 99 |
| 85, 103  | Спортна зала     | 4             |
| 84       | „Найчо Цанов“    | 4             |
| 357      | Авиомузей        | 17            |
| 105      | Мебелна къща     | 4, 10, 99     |

### Автомобил
Достъпът за автомобили до зала Колодрума се осъществява по бул. „Менделеев“ и бул. „Найчо Цанов“. Съоръжението разполага с открит паркинг за 200 автомобила и подземен паркинг за 350 автомобила.

### Велосипед
- посока Изток – алея по бул. „Менделеев“

## История
Идеята за изграждането на покрит колодрум в Пловдив започва да се реализира от пловдивското колоездачното дружество „Цар Симеон“ и строителната компания „Реа 96“ ООД. Клубът по колоездене предоставя собствен терен от 37 дка, върху който ще бъде построено спортното съоръжение, а „Реа 96“ е основният инвеститор. Идеята е в съседство на залата да се строят хотелска и търговска част, както и жилищен комплекс от закрит тип, като от продажбите на недвижими имоти се финансира изграждането на колодрума.

Символичната първа копка на новата зала е направена по време на колоездачната обиколка на България през 2007 г. На 30 януари 2008 г. започва разчистването на терена, като съществуващият на това място стадион „Акамедик“ с бетонен колодрум е съборен. Първоначално срокът за завършването на залата е две години след започването на същинското строителство.

Строителството на залата върви по-бавно от очакваното. В средата на август 2009 г. е завършена покривната конструкция на съоръжението, а скоро след това е завършен грубият строеж. Въпреки че дълго време успяват да избегнат ефектите на световната финансова и икономическа криза, от колоездачното дружество все пак не се справят с финансовите проблеми. Фирмата „Реа 96“ фалира, което прекъсва изграждането на жилищните и търговски постройки в съседство. Това от своя страна се отразява негативно върху строежа на залата. Колоездачното дружество не разполага с достатъчен ресурс да завърши амбициозното си начинание, в резултат на което изграждането на покрития колодрум е спряно за неопределен период от време. 

За възобновяване на строителните дейности се разчита на съдружие между колоездачния клуб и Oбщина Пловдив или правителството на България в лицето на Министерството на младежта и спорта. След дълги разговори и срещи между двете страни на 18 март 2011 г. министърът на финансите по време на управлението на ГЕРБ Симеон Дянков заявява, че държавата ще се ангажира с довършването на спортното съоръжение. Предвижда се залата да бъде откупена от колоездачното дружество и да се прехвърли за стопанисване на Община Пловдив. 

### Спортни събития
- Европейско първенство по колоездене на писта под ръководството на UEC – 11-15 ноември 2020 г.
- Европейско първенство по мажоретни спортни дисциплини НБТА Европа - 5-8 октомври 2023 г.
- Пети кръг на "SESAME Турнири на волята" - 12 април 2025 г.

## Спортове в залата
В залата могат да се практикуват 22 вида спорт:
- волейбол
- баскетбол
- хандбал
- борба
- вдигане на тежести
- бокс
- спортна гимнастика
- бадминтон
- джудо
- скокове на батут
- спортна акробатика
- футбол
- културизъм и фитнес
- самбо
- сумо
- колоездене
- канадска борба
- тенис на маса
- тенис
- фехтовка
- карате – до
- карате киокушинкай
- Таекуон-До ITF
- чирлидинг
- мажоретни спортни дисциплини